# Atlas Hospitality
Atlas Hospitality est une entreprise spécialisée dans le développement et le management des unités hôtelières et qui dispose aujourd’hui d’un parc de 9 000 lits répartis sur trois gammes de produits, positionnés sur le marché international du voyage et sur celui du tourisme interne. Elle comporte 3 catégories d'hôtels : 3, 4, et 5 étoiles
Le Groupe Atlas Hospitality est le second opérateur du Maroc en capacité, en chiffre d’affaires et en collaborateurs. Le groupe compte 26 hôtels.

## Historique
Le 11 mars 2003, la Royal Air Maroc et la Caisse de Dépôt et de Gestion signent un mémorandum d’intention pour la création d’un pôle hôtelier commun sous la supervision du holding Atlas Hospitality Morocco. Cette opération vise à réunir les actifs touristiques gérés par les deux filiales, Sogatour pour la CDG et Sotoram pour la RAM. L’activité du nouveau holding s’articule autour de quatre métiers : l'investissement et le développement, la gestion hôtelière, le catering et la restauration collective, ainsi que les métiers de l'industrie du voyage.Ce projet de fusion n’a finalement pas eu lieu et la Caisse de Dépôt et de Gestion n’intègre pas le nouvel ensemble créé.
En 2005, Atlas Hospitality Morocco signe le contrat d’acquisition de l’hôtel Palm Beach à Agadir. Le groupe dispose d’un actif touristique de douze unités hôtelières et devient le premier opérateur touristique marocain.
En janvier 2012, dans le cadre de son plan de restructuration, la Royal Air Maroc cède 66,51 % de ses actions dans Atlas Hospitality Maroc à HP Partners, pour un montant qui avoisinerait les 1,2 milliard de dirhams.
Dans le cadre de la COP22, Atlas Hospitality signe un protocole d’accord avec le Fonds africain d’efficacité énergétique afin d’optimiser sa consommation d’énergie.

## Projets d'extensions du réseau
Entre 2004 et 2009, Atlas Hospitality Morocco augmente sa capacité hôtelière de 360 %, passant de 1 300 lits (deux hôtels) à 4 800 lits.
En 2008, Atlas Hospitality ouvre l’Atlas Essaouira & SPA, un hôtel cinq étoiles d’une superficie de 17 000 m2.
Le groupe Atlas Hospitality crée en 2013 Relax Hôtels une nouvelle gamme d'hôtels 3* étoiles à l'entrée des villes (Marrakech, Oujda, Fès, Tanger, Kénitra, Safi et Meknès) et développé aussi son réseau sur les aires d'autoroutes.
En 2014, le voyagiste Fram vend son parc hôtelier au Maroc au groupe Atlas Hospitality. Soit un 5 étoiles de Marrakech, « Les Jardins de l'Agdal », et trois hôtels 4 étoiles à Fès, Agadir et Marrakech.
Le 8 décembre 2016, Atlas Hospitality annonce la création d’une coentreprise avec le voyagiste FTI. Ce contrat vise à atteindre un parc d’au moins 7 clubs à l’horizon 2021 et ramener 150 000 touristes européens supplémentaires au Maroc. Ce partenariat prévoit la construction de trois nouveaux clubs 4*, 5* et 5*+ dans la future station balnéaire d’Oued Chbika.